# 花粉症

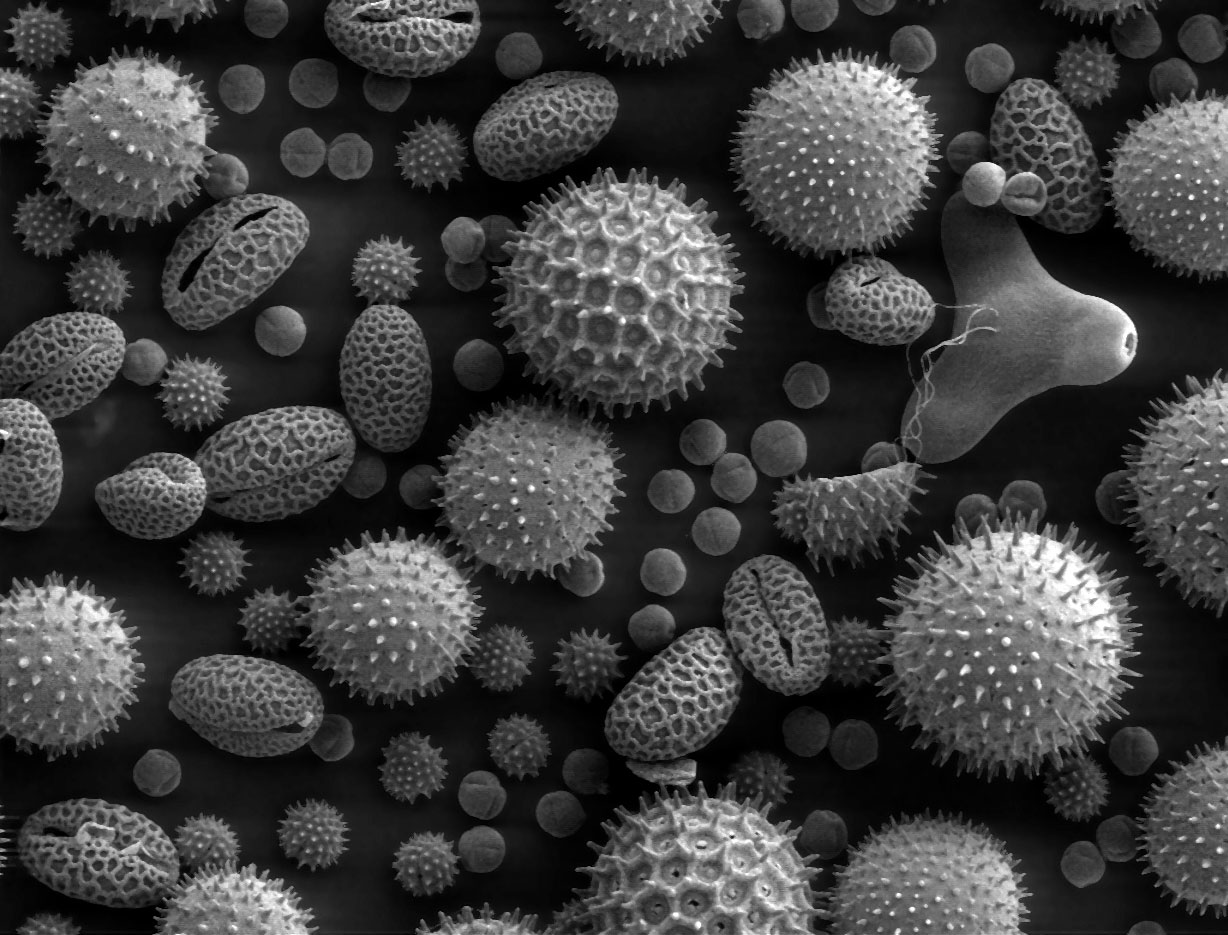
花粉の電子顕微鏡写真

花粉症（かふんしょう、英: hay fever、pollen allergy、pollen disease、医: pollinosis、pollenosis）とは、I型アレルギー（いちがたアレルギー）に分類される疾患の一つ。植物の花粉が、鼻や目などの粘膜に接触することによって引き起こされ、発作性反復性のくしゃみ、鼻水、鼻詰まり、目のかゆみなどの一連の症状が特徴的な症候群のことである。花粉が粘膜に接触して生じるアレルギー性疾患であり、花粉が目の粘膜に接触して結膜炎の症状、鼻粘膜との接触によってアレルギー性鼻炎の症状を示し、喘息なども引き起こす。 発作性で原因花粉の開花期に一致した季節性を示すのが特徴である。 原因植木鉢のほとんどはスギ、シダレヤナギ、豚草、ヨモギなどが重要であり、 治療は対症療法として抗ヒスタミン剤の内服、原因療法として開花期の数週間前から脱感作療法を行う。
日本においては北海道（主に道央以北、以東）と沖縄、奄美群島、長崎県的山大島（あづちおおしま）、小笠原諸島などを除いてスギ花粉が抗原となる場合が多い（スギ花粉による花粉症についてはスギ花粉症を参照）。
枯草熱（こそうねつ）とも言われる。枯草熱も医薬品等の効能に表記される医学（医療）用語であるが、この記事では花粉症というように、古語・現代語、一般名・疾病名、の観点で呼び分けることもある。
日本ではアレルギー疾患対策基本法の対象疾患である。公害とみなす動きもある（詳細は環境要因の節を参照）。

## 症状

### 一般的症状（一次症状）
主な症状は、くしゃみ、鼻水、鼻詰まり、目のかゆみとされ、一般に花粉症の4大症状と呼ばれる。耳鼻科領域においては、目のかゆみを除外したものを3大症状と呼んでいる。
くしゃみ、鼻水、鼻詰まりなどはアレルギー性鼻炎（鼻アレルギー）の症状であり、花粉の飛散期に一致して症状がおこるため、季節性アレルギー性鼻炎（対：通年性アレルギー性鼻炎）に分類され、その代表的なものとなっている。目のかゆみや流涙などはアレルギー性結膜炎の症状であり、鼻炎同様に季節性アレルギー性結膜炎に分類される。広義には花粉によるアレルギー症状全てを指すこともあるが、一般的には上記のように鼻および目症状を主訴とするものを指す。また、狭義には鼻症状のみを指し、目症状は結膜花粉症（または花粉性結膜炎）、皮膚症状は花粉症皮膚炎または花粉皮膚炎、喘息の症状は花粉喘息、喉の不快感などの症状はアレルギー性咽喉頭炎などと別に呼ぶことがある。

### 二次症状
- 鼻詰まりによって匂いがわからなくなることがある。それにより口呼吸をするため喉が障害されることも多い。
- 後鼻漏と呼ばれる喉に流れる鼻汁により喉がイガイガしたり、咳や痰が出る場合もある。
- 副鼻腔炎などが合併することがある。これは風邪と同様に鼻汁が粘度の高いものになり、眉間や目の下など、顔の奥の部分に重い痛みなどを感じることが特徴であるが、そうした症状を感じないこともある。後鼻漏もおきやすい。後鼻漏による鼻水が気道に入ると気管支炎の原因ともなり得る。特に副鼻腔炎は小児に多いといわれる。
- 耳の奥の痒みが出現する。小児の場合、痒みなどから鼻をいじることが多く、鼻血の原因になることも少なからずある。
- 頭痛や頭重感、微熱やだるさなどの全身症状を呈する場合もある。ニセアカシアなどの花粉症では症状が比較的重く、これらの症状を示す場合が多い。
- 口から入った花粉や花粉を含んだ鼻水を飲み込むことにより、下痢・吐き気・腹痛などの消化器症状が出る場合もある。（好酸球性消化管疾患）
- 目の周りや目の下、首筋などによくみられる炎症などの皮膚症状は、花粉症皮膚炎と呼ばれることもある。また、アトピー性皮膚炎の患者は、花粉症の時期にかゆみが増すことも知られている。
- 睡眠不足、集中力欠如、イライラ感、食欲不振等も生じてくる。うつなど心理的影響を呈する場合もある。
- 髪の毛が抜けるなど抜け毛・脱毛の原因となることもある。
- 頻度は低いが喘息に似た症状が出ることもあり、すでに喘息患者である場合はその発作が起きることもある（→花粉症と喘息）。
- 花粉の種類と量によっては、まれにアナフィラキシーショックを起こすこともある（→花粉症とアナフィラキシーショック）。

#### 花粉症と喘息
喘息様発作については、咳が多く出たり呼吸機能の低下がみられ、重症例では呼吸困難になることもある。そうなった場合はすみやかに救急医療機関を受診するか、救急車を呼ぶべきである。従来は、花粉の粒子サイズから、それらは鼻で捕らえられるために下気道の症状である喘息などは起きないとされていたが、近年の研究でスギ花粉の周りにオービクルまたはユービッシュ体と呼ばれる鼻を通過するサイズの微粒子が多数付着していることがわかり、それらを吸引することで喘息が起こり得ることがわかってきた。二次飛散を繰り返すうちに一部の花粉が細かく砕かれるとの推測もある。

#### 花粉症とアナフィラキシーショック
花粉によってアレルゲン性の高さも異なり、花粉の種類と量によっては、まれにアナフィラキシーショックを起こすこともある。重症者や、特に喘息の既往症のある患者は、激しい呼吸によって多量の花粉を吸引するおそれがあるような運動はなるべく避けるべきである。
果物などを食べると口の中にかゆみやしびれなどを生じる口腔アレルギー症候群 (OAS) を起こす場合もある。特に北海道に多いシラカバ花粉症でよくみられるほか、関西で多いヤシャブシ花粉症などでもみられる。リンゴ、モモ、ナシ、イチゴなど、バラ科の果実に反応することが多い。他に、メロンやトマトにも反応するという。これらはアレルゲンがきわめて類似しているためと考えられている。口腔アレルギー症候群 (OAS)（外部リンク）も参照のこと。

### 鑑別症状

#### 感冒（風邪）
花粉症は、水のようなサラサラした鼻水と目のかゆみが特徴的であり、感染症である鼻風邪との鑑別点になる。鼻風邪であれば、一般的には目のかゆみはなく、数日のうちに鼻水は粘性の高いものになり、さらに黄色や緑など色のついたものとなる。また、屋外のほうが花粉が多いため、症状も強くなるという点も風邪との違いである。

#### 他のアレルギー
非常に似通った症状ではあるが、屋内のほうが症状が強い場合、ほこりなどのハウスダスト等によるアレルギー性鼻炎を疑ったほうがよい（一般に「アレルギー性鼻炎」と言った場合、こうしたハウスダスト等による通年のアレルギー性鼻炎のことを指すことが多い）。
スギ花粉飛散の前から症状を呈する患者も多くいるが、実際にごく微量の花粉に反応している場合だけでなく、季節特有の乾燥や冷気によるものもあると考えられている。患者は自己診断に頼らず、専門家の診断を受けることが望ましい。

### その他の特徴

#### 症状の個人差
患者により、くしゃみや鼻水がひどいタイプと、鼻詰まりがひどいタイプ、どちらもひどいタイプなどに分けられる。症状の程度も個人により異なる。そうした症状のタイプと重症度により、適した治療、薬剤なども異なってくる。目の症状の重症度などによっても治療法は異なる。これらの重症度などはくしゃみの頻度などを記録してスコア化することによって調べることができる。同じ花粉飛散量であっても症状の程度が異なるほか、どの程度の花粉で症状が出るかの敏感さも個人によって異なる。

#### 花粉飛散量と症状の無相関
例えば花粉飛散量が2倍になったからといって、症状が2倍ひどくなるわけではない。多量の花粉に曝露されると症状も悪化するが、少量であっても連続すると重症化していくのも特徴である。また、一旦最重症化すると、少々の花粉量の変化では症状は変化しなくなる傾向があり、花粉飛散期が終了しても、症状はなかなか改善しない。

#### モーニングアタック
目覚めのときに強く症状が出ることもあり、俗にモーニングアタックといわれる。就寝中に吸い込んだ花粉が目覚めとともに症状を引き起こしたり、自律神経の切り替えがスムーズにいかないのと、鼻粘膜における高まった過敏性とがあいまって症状が出ると考えられている。緊張すると症状がおさまる、リラックスすると症状が出てくるなども、自律神経のバランスの具合によって説明されている。リラックス時や就寝時には副交感神経が優位となり、その場合に症状が出やすいという。
なお、自律神経の影響を強く受ける、すなわち鼻における自律神経失調症ともいうべき症状は血管運動性鼻炎といい、一般に気温差などにより鼻水が多く出るのが特徴である。雨の日なのに症状がひどい場合、花粉症にこれが合併していると考えることもある。

#### 遅発相
6〜10時間程度遅れて出てくる症状を遅発相という。花粉がないはずの室内で、就寝前などに強い鼻詰まりに悩まされる場合などがこれにあたると考えられている。空気清浄機等を使用しても症状の改善がない場合は、遅発相の可能性がある。

## 原因植物

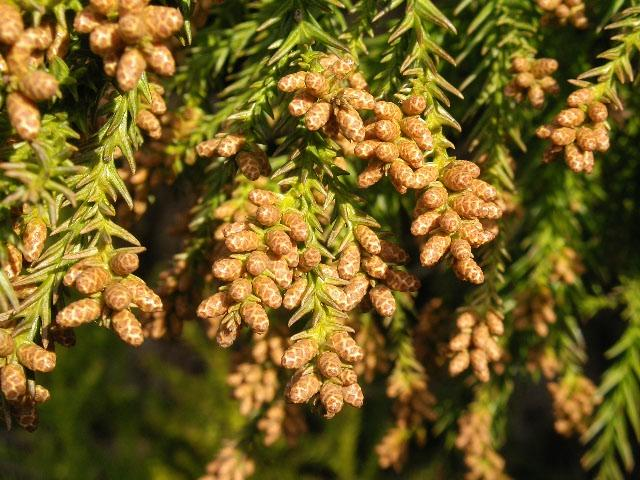
スギの雄花と花粉

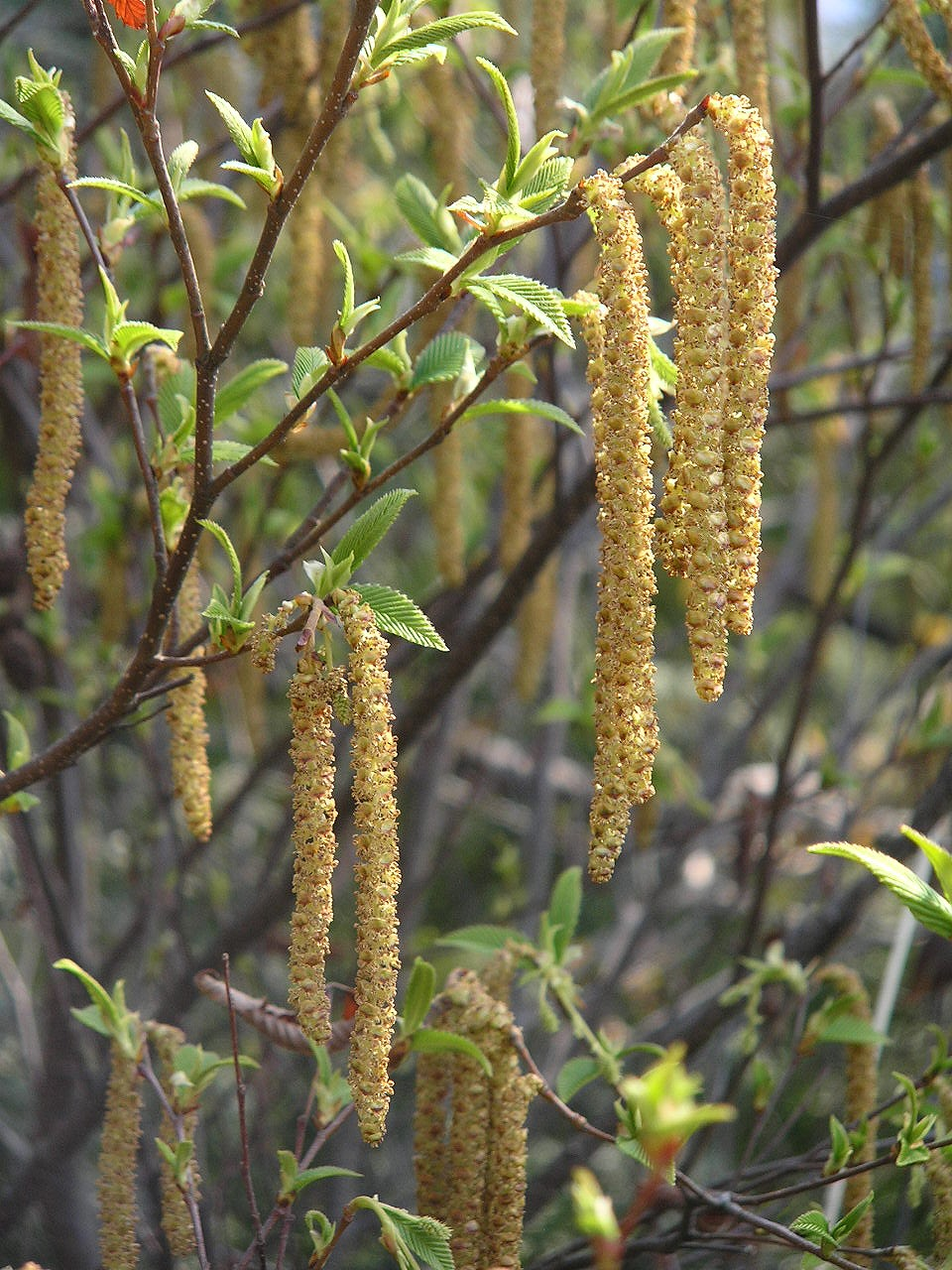
ヤシャブシ

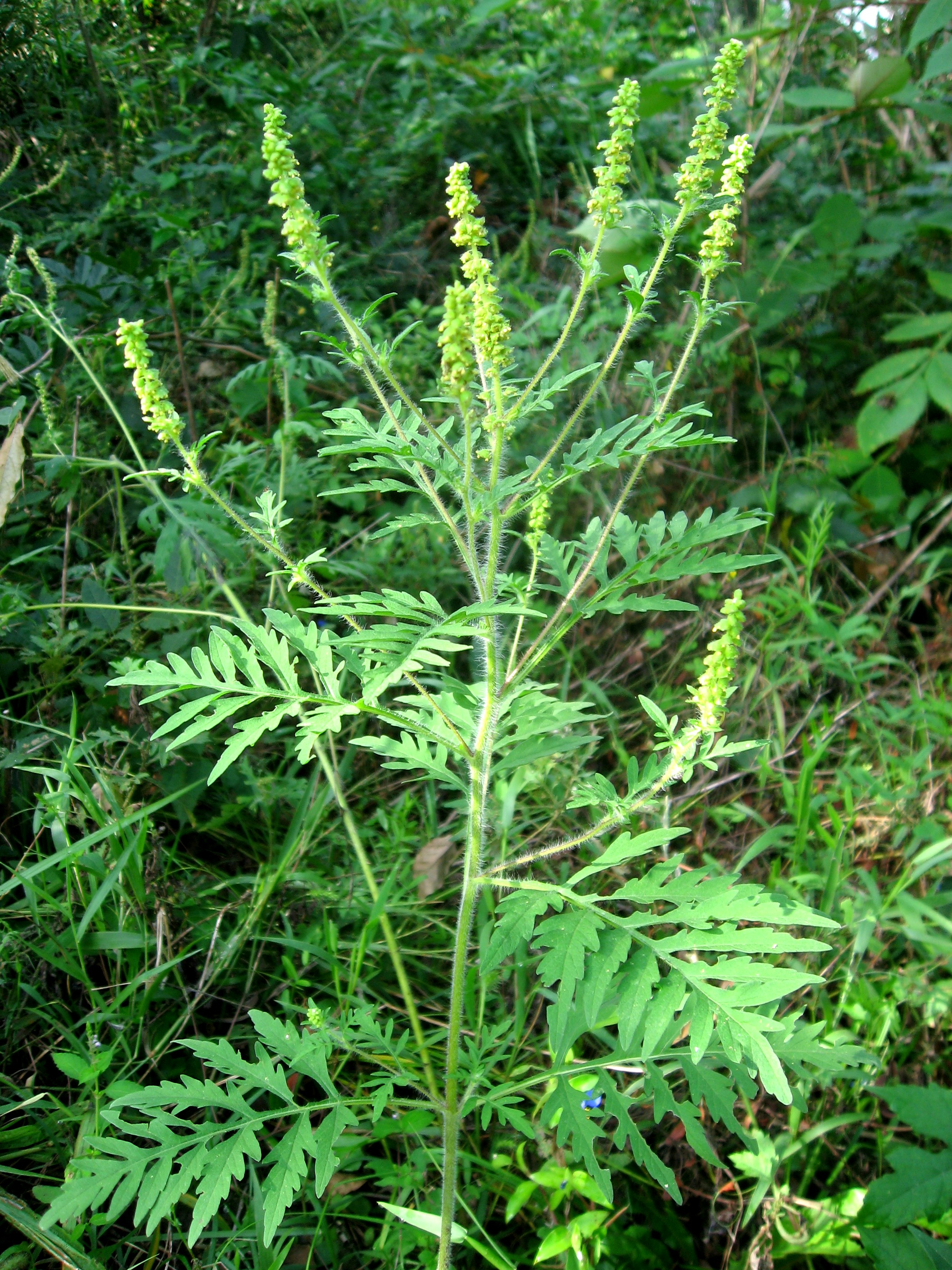
ブタクサ

花粉症を引き起こす植物は60種以上が報告されている。
春先に大量に飛散するスギの花粉が原因であるものが多いが、ヒノキ科、ブタクサ、マツ、イネ科、ヨモギなど他の植物の花粉によるアレルギーを持つ人も多くいる。
特にスギ花粉症患者の7 - 8割程度はヒノキ花粉にも反応する。また、「イネ科」と総称されることからもわかるとおり、その花粉症の患者は個別の植物ではなくいくつかのイネ科植物の花粉に反応することが知られている（○○科と総称されるのは光学顕微鏡による肉眼観察では区別がつかないためでもある）。これらは花粉に含まれているアレルゲンがきわめて類似しているため、交差反応を起こしている。
花粉症には地域差もあるといわれる。例えばスギの少ない北海道ではスギ花粉症は少なく、イネ科やシラカバ（シラカンバ）による花粉症が多い。中国地方、特に六甲山周辺において、大量に植樹されたオオバヤシャブシによる花粉症が地域の社会問題になったこともある。北陸の稲作が盛んな地域では、他地域よりもハンノキ花粉症が多い。シラカバ、ハンノキ、ヤシャブシ、オバヤシャブシなどは口腔アレルギー症候群をおこしやすい。
アメリカ合衆国ではブタクサ、ヨーロッパではイネ科の花粉症が多い。北欧ではシラカバ等カバノキ科の花粉症が多い。
花粉症の原因となる植物は、風に花粉を乗せて飛ばす風媒花が一般的であるが、職業性の花粉症にみられるように、その花粉を大量かつ長期にわたって吸い込んでいれば、どんな植物の花粉でも花粉症になり得ると考えられている。職業性の花粉症は果樹の人工授粉に従事する栽培農家などによくみられるが、華道家が発症した例もある。
なお、セイタカアワダチソウ（セイタカアキノキリンソウ）の俗名がブタクサということもあり、ごく一部で混乱が生じている。実際、過去に花粉症の原因植物と言われたこともあったが、セイタカアワダチソウは虫媒花のため、原則的には花粉は飛ばさない。ただし、大群落を作ることが多く、こぼれた花粉が周辺に飛散してしまうことはある。同じキク科のブタクサやヨモギ等の花粉に対しても交差的に感作が成立することもある。
日本人の主食の米となるイネは、開花期が早朝でごく短く、水田で栽培されるため、花粉症の原因になることは少ない。
原因花粉をつきとめるためにはアレルゲンの検査が必要であるが、身近にその植物があれば患者自身でもわかる場合がある。花粉の観測を行っている施設は多いが、その多くはスギ・ヒノキの飛散期間のみであり、通年で行っていたとしても、ほとんどはビルの屋上などに装置を設置しているため、草花花粉についての正しい飛散情報を得ることは難しい。また、飛散範囲が局地的であることも、草花花粉の飛散情報を得るのが難しい原因となっている。
花粉量は多い年と少ない年が交互になる傾向があり、花粉量が多い年を「表年」、少ない年を「裏年」という。

## 医学的見地による原因
花粉症は、患者が空中に飛散している植物の花粉と接触した結果、後天的に免疫を獲得し、その後再び花粉に接触することで過剰な免疫反応、すなわちアレルギー反応を引き起こすものである。花粉症はアレルギーの中でも、IgE（免疫グロブリンE）と肥満細胞（マスト細胞）によるメカニズムが大きく関与しており、即時型のI型アレルギーの代表的なものである。
同じI型アレルギーが主であるアトピー性皮膚炎では、IV型のアレルギー反応も部分的に関与するといわれる。花粉症でも、皮膚症状が出る場合には、IV型（すなわち接触性皮膚炎、いわゆるかぶれ）が関与している場合もあると考えられている。
ここでは、即時型のI型アレルギーのみを紹介している。また、一つの仮説としてTh細胞バランスを紹介する。

### アレルギー反応のメカニズム

#### 発症まで
花粉症の患者は、症状が現れる以前にアレルギーの元（アレルゲン）になる花粉に接触している。目や鼻などの粘膜に花粉が付着すると、花粉内およびオービクルからアレルゲンとなるタンパク質が溶け出し、マクロファージ（貪食細胞）に取り込まれ、非自己（異物）であると認識される。この情報は胸腺由来のリンパ球であるヘルパーT細胞のうちのTh2を介し、骨髄由来のリンパ球であるB細胞に伝えられる。B細胞は花粉アレルゲンと特異的に反応する抗体を作り出す。
抗体は本来、体内に侵入した病原細菌や毒素などの異物を排除・無害化するためのものであり、ヒトにはIgG、IgM、IgA、IgD、IgEの5つのタイプが存在するが、花粉症の患者で最も重要なのがIgEである（こうした抗体が関与する免疫反応を液性免疫という）。このIgEは、血液や粘膜中に存在する肥満細胞や好塩基球に結合し、再び花粉アレルゲンが侵入してIgEに結合すると、様々な化学伝達物質（ケミカルメディエーター）が遊離して症状を引き起こす（後述）。
なお、IgEが一定レベルまで肥満細胞に結合した時を感作が成立したと言い、発症の準備が整ったことになる。どの程度までIgEが蓄積されると発症するかなどは個人差が大きいとされる。また、IgEのレベル以外に発症を誘引する因子があるのかないのかなどについても詳しいことはわかっていない。いずれにしろ、ある年に突然に花粉症が発症したように思えても、それまでに体内では発症のための準備が着々と進んでいたということである。このことを理解しやすくするため、一般にアレルギーコップという喩えがよく用いられる。すなわち、体内のコップに長期間かけて一定レベルの発症原因がたまり、それがあふれると突然に発症するというものである。一度感作が成立すると、原則的に花粉症の自然治癒は困難である。病原菌などに対する免疫と同様、「花粉は異物である」という情報が記憶されるためである。

#### ケミカルメディエーター
遊離したケミカルメデイエーターのうちもっとも重要なのは、ヒスタミンとロイコトリエンである。

##### ヒスタミン
知覚神経（三叉神経）を刺激してかゆみを感じさせたりくしゃみ反射を起こす。また、分泌中枢を刺激することで腺からの鼻汁の分泌も増える。

##### ロイコトリエン
血管を広げ、水分などが染み出ることにより粘膜が腫れ上がる。すなわち鼻詰まりがおこる。目（眼瞼および眼球結膜）などにおける反応も同様である。

##### その他
PAF（血小板活性化因子）、トロンボキサンA2、プロスタグランジンD2などのケミカルメディエーター、各種のインターロイキンなどのサイトカインも症状に少なからず関係するといわれるが、花粉症（鼻アレルギー）の実際の症状においては、どれほどの影響があるのかなどくわしいことは明らかになっていない。
こうした症状そのものは、体内に入ってきた異物を体外に出すための反応であり、また引き続いて体内に入ってこないようにする正常な防衛反応であると解釈できる。しかし、害のない異物と考えられる花粉アレルゲンに対して過剰に反応し、それによって患者が苦痛を感じる点が問題となる。

### 遅発相反応のメカニズム
症状を起こした粘膜では、血管から浸潤した炎症細胞（特に好酸球）からのロイコトリエン等によってさらなる鼻粘膜の膨張が起こる。その他のケミカルメディエーターや酵素などにより組織障害も起きる。抗原曝露後6 - 10時間にみられる遅発相反応がこれで、アレルギー性炎症と呼ばれる。こうした炎症細胞を呼び寄せるのも肥満細胞などから放出されるケミカルメディエーター（上記のPAFなど）である。

### 慢性化反応のメカニズム
症状が繰り返し起こることによって、粘膜過敏性は増加し、症状は慢性化する。不可逆的な粘膜の肥厚なども起こり得る。重症例では、花粉の飛散が減少または終了しても、病変はすぐには改善されない。

### Th細胞のバランス
一つの仮説として、免疫系を制御しているヘルパーT細胞のバランスが関与するという考えがある。抗体産生細胞であるB細胞に抗原の情報を伝達するヘルパーT細胞は、産生するサイトカインの種類により1型と2型（Th1とTh2）に大別される。これらのうち、インターロイキン4などを分泌してアレルギーに関わるIgEを産生するように誘導するのはTh2である。いっぽうのTh1は主に感染症における免疫反応に関わる。すなわちマクロファージやキラーT細胞などを活性化させ、細菌そのものやウイルスに感染した細胞を障害する（細胞性免疫という）。B細胞にIgGを産生させ、いわゆる正常の免疫を作ることにも関与する。
これらのことから、アレルギー患者においてはTh2が優位に働いているということがいえるが、なぜTh2が優位になるのかについてはよく判っていない。幼少時における感染症が減ったためにアレルギーを起こしやすい体質になっているのではないかという説については、この仕組みが関与していると考えられている。成長期において細胞性免疫を獲得する機会が減っているため、おのずとTh1よりTh2が優位になる人が多く、アレルギー人口が増えたというものである。強く影響を与える感染症としては、過去に国民病ともいわれた結核が疑われている。鼻症状に限定すれば、やはり過去には多かった副鼻腔炎の減少の関与を考える場合もある。
これらヘルパーT細胞のバランスは出生後数か月のうちに決まるとも、3歳程度までのうちに決まるともいわれるが、のちに人為的に変化させることもできるという説もある。なお、ヒトは胎内にいるときや出生直後はもともとTh2優位の状態であり、また、Th1とTh2は相互に抑制しあう関係にあるという。
衛生仮説ともいわれるこの説は現在もっとも有力な説となっている。しかし、近年の研究によれば、単にTh1/Th2バランスによってのみ説明できることばかりではないこともあり、調節性T細胞の関与を考える説も出されている。衛生仮説を説明したこのTh1/Th2パラダイムは1980年代後半に提唱されたものだが、広く免疫を考えるときに重要なものであることは現在でも変わりがない。
衛生仮説の応用として、結核のワクチンであるBCG接種によって花粉症の治療をしようという試みや、結核菌と同じグラム陽性菌である乳酸菌の一種を摂取することが治療に役立たないかどうかの研究も行われている。菌のDNAの一部であるCpGモチーフを抗原ペプチドとともに投与して減感作療法の効率をあげる試みもなされている。
関連として、環境中の細菌等が産生する微量の毒素が関係すると提唱する研究者もいるほか、最近では、医療における抗生物質の多用（によるヒトと共生している菌のバランスの崩れ）が関わっているのではないかという見方も出てきている。ピロリ菌感染との逆相関が認められることも報告された。

## その他の原因
花粉症の患者では、原因植物の花粉に対するIgE量が多いことは明らかであり、これがアレルギーを起こす直接の原因である。しかし、花粉症の原因となる花粉と接触しても全ての人が花粉症になるわけではなく、IgEが多くても発症しない人がいる。またIgEの量と重症度とは必ずしも相関しない。なぜこうしたことがあるかについては、遺伝要因（遺伝的素因）や環境要因などさまざまな要因の関与が考えられている（すなわち花粉症は多因子疾患である）が、全貌は明らかになっていない。

### 遺伝要因
遺伝要因については、広く体質（いわゆるアレルギー体質）と呼ばれるものが相当する。しかし広義の体質は、遺伝による体質と、出生後に後天的に獲得した体質とが混同されているため、これらは分離して考える必要がある。アレルギーになりやすい遺伝的素因、すなわちIgEを産生しやすい体質は劣性遺伝すると考えられており、それを規定する候補遺伝子は染色体11qや5qなどに存在するといわれるが確証はない。こうした遺伝的要因については、IgE産生に関わるもののほか、各種のケミカルメディエーター遊離のしやすさや受容体の発現のしやすさの違いなども考えられている。どんな物質に対してアレルギーを起こすかということも、遺伝的に規定されているとの説もある。

### 環境要因
大気汚染や生活環境の変化、衛生環境の変化による人体の免疫作用の変化との関連が指摘されており、下記のような調査が進められている。

#### 建築用木材のためのスギ・ヒノキの大量植樹
元々日本の森林は広葉樹を主体とした多種多様な樹木が分布しており森林の90%近くが広葉樹であった。しかし高度経済成長による建築用木材の需要増大で生育が早く加工が容易でまっすぐに成長する杉や檜などの針葉樹の植樹が各地で行われた。その結果森林全体では針葉樹が50%を占めるようになった。人工林では99%が針葉樹となっている。
高度経済成長の終息や海外から安い木材が輸入されるようになると日本の針葉樹林は放置され大量の花粉を排出するようになった。杉や檜は樹齢30年を過ぎると子孫を残す段階に移行するため、特に多くの花粉を排出するようになる。近年の花粉症患者の増大はそのためと考えられる。
また、針葉樹は動物の食糧となる木の実が成らず、針葉樹林は緑の砂漠と言われる。針葉樹林の増加は人間だけではなく森にすむ動物にとっても深刻な問題である。

#### 自動車排気ガスによる大気汚染の関与
ディーゼルエンジンの排気ガス中に含まれる微粒子 (DEP) や、ガソリンエンジンからも排出される窒素酸化物 (NOx)、オゾン (O3) などに長期間暴露されることにより花粉アレルギー反応の閾値を下げる、アレルギー反応を増幅するなどの影響が指摘されており、様々な実験・調査がされている。NHK地上TVでも、排気ガスと花粉の化合物の問題を取り上げ、幹線道路沿いの住民が花粉症発生率が高いと報道した。
また、そもそも東京都内などほぼ全域にわたって大気汚染物質の濃度が高いところでは疫学的研究による差が出にくい（比較的低濃度の地域であっても閾値を超えていることが考えられる）ことや、動物実験について臨床との差異があることを理由に結果を否定しようとする向きがあること（前述）、PM2.5 などこれまで充分に測定されていない物質の影響が調査できていないといった問題もあることから、環境省や大気汚染が進む自治体などでは、より広範な情報収集・調査を行うための観測地域や対象物質の拡大といった、観測体制の整備が進められている。

#### 自動車排気ガス以外の浮遊物質の関与
大気汚染物質としては、前述の自動車排ガスのほか、自動車タイヤと道路の摩擦から発生する道路粉塵、煙草の煙や換気の悪い室内での暖房時に出るガス状物質、黄砂や土ぼこりなども、症状を悪化させるという報告がある。

#### 都市化の影響
都市化との関連については、別項にて述べているように、それによりいつまでも空中を漂い続ける花粉数が増えているという説もある。
そのほか、従来からの日本式家屋とは異なる高気密の住宅が普及したことも、花粉症が増えた原因のひとつではないかという考えがある。高気密ではあるが高断熱ではない住宅では局所的に湿度が蓄積されやすく、不十分な換気などによってダニ・カビが繁殖しやすい環境になる。これによって幼少児期のうちからハウスダストに対するアレルギー性鼻炎や小児喘息などを発症し、中にはそれが原因で花粉症にもなりやすくなっている人もいるとの考え方である。すなわち、なんらかのアレルギーになると、それがきっかけで違うアレルギーにもなりやすくなるというものである。逆に、そうした時期にアレルゲンを絶つとアレルギーになりにくいとの研究もある。たとえば妊娠期および授乳期に卵を厳格に除去すると、卵に対するIgEが低値であるだけでなく、ダニに対するIgEも低値であったという研究もある。しかし様々なデータがあるため、現在では、それらの関連は不明である。
しかし、こうした住宅事情の変化はハウスダストアレルギー増加をうまく説明しても、前述のどのようなアレルゲンに反応するかは遺伝的に規定されているという説によれば、これが花粉症増加の原因であるとはいいがたい。ただし花粉症患者のかなりは、その発症以前にハウスダストアレルギーを発症しているという事実もあり、花粉症の素因を持った人の発症時期を早める影響は否定できない。そうであれば、高気密住宅の多い都市部に花粉症患者が多くなることも、ある程度は説明ができる。
都市生活ならではのストレスや食生活の洋風化などについては、明らかなことはわかっていないが、個人により影響を強く受ける人もいるかもしれないとは考えられている。特に食品中のさまざまな栄養成分とアレルギーとの関連は、実験的なデータや理論（仮説）はあるものの、疫学的に実証されているとはいいがたい。建材などから発生する有毒化学物質や食品中の添加物の影響を考えるむきもあるが、花粉症との関連は調査されていない。授乳時の人工栄養や早期離乳などについてはいくつかのデータがあるが結論はなされていない。

### 栄養要因
不飽和脂肪酸ω-6系とω-3系のバランスが崩れているという仮説もある。
炎症性のあるロイコトリエンやプロスタグランジンのようなアラキドン酸カスケードの原料であるω-6脂肪酸（リノール酸）の摂り過ぎと代謝酵素が共通しているために拮抗関係にあるω-3脂肪酸（α-リノレン酸）との摂取バランスが崩れて、アレルギーが惹起されやすくなっているとの報告もある。リノール酸、α-リノレン酸は必須脂肪酸である。

## 診断・検査
花粉症の検査は、
1. その症状がアレルギー反応であることを証明すること
2. アレルギーの原因となっているアレルゲンを特定すること（花粉で反応しているかどうか、感作されている花粉の種類の特定）

の2点が重要であり、そのための検査が行われる。

### アレルギーの証明
- 前述のように、感冒など、花粉症の症状に似た疾患があるため、症状をしっかり把握し、問診によってアレルギーの既往症や家族歴があるかどうか（アトピー素因があるかどうか）を調べることが必要である。また、鼻内の粘膜の様子を検査する。典型的な症状があって、実際に花粉飛散時期に一致しているのであれば、概ねこれだけで鑑別がつくことが多い。
- 一般的に追加して行われる検査は、鼻汁好酸球検査であり、これによってアレルギー症状であることがほぼ証明される。アレルギー症状特有の好酸球という白血球が鼻汁中に増加していることを、患者の鼻汁を採取し、染色法によって確認する。これは、診療時に簡単に行うことができる。
- 血液中の総IgEの定量 (RIST) も参考になる。血液検査でわかる。ただし、重症度の目安にもなるが、必ずしも実際の症状とは相関しない。
- 副鼻腔炎などが疑われる場合はエックス線検査など、他の検査も一緒に行われることがある。

### アレルゲンの特定
- アレルゲンを特定するためには、血液中の特異的IgE (RAST) を測定する方法がよく行われる。この血液検査は、採取した血液を検査機関に送付して行うため、結果が出るまで数日かかるが、検査用アレルゲンを用意しておく必要がないので簡便である。ただし費用はかかる。
- その他、微量のアレルゲンを皮内注射して反応を調べる皮内テスト、針で小さく傷をつけたところにアレルゲンをたらして反応を調べるスクラッチ（プリック）テストなどの皮膚テストや、アレルゲンを染み込ませた紙のディスクを鼻粘膜にのせて症状を誘発させる鼻誘発テストなどがある。これらの実際に反応を調べる方法は、テスト前に患者が薬剤を使用していると正しい反応が得られない。薬剤の使用を数日以上中止して症状を我慢させなくてはならないため、シーズン以外での検査に適するといえる（薬剤を用いていない初診患者であれば適用となる）。

なお、花粉に限らずいくつかの代表的なアレルゲンは、日本においては定期健診のオプションメニューで受診ができる場合もある。
日本で行われているアレルギーテストは血液検査のRASTのみであることが多い。しかし、RASTには陰性でも、欧米で一般的に行われている感度の高い皮膚テストが行われずに、皮膚テストで陽性の患者の原因アレルゲンの特定が不可能になることがある。RASTよりも感度の高い皮膚テストを行うことによって、患者の原因アレルゲンの特定をより正確に行うことの必要性を主張する医師もいる。

### 重症度の把握
実際の重症度を調べるには、患者自身がアレルギー日記（花粉症日記）をつけるのが一番の方法である。この利点としては、自分の重症度や日による症状の変化などを把握できるため、アレルゲンが特定できていない場合、それを推定するのに有用となることがある。
しかし、重症度とQOLの障害は別物であり、近年はこのQOLを重視する方針での治療が推進されるようになっているため、治療の経過を判断する材料にはなるが、それだけで判断することはない。

## 治療

### 受診が推奨される診療科
一般的には、花粉症の治療を受ける場合に適した診療科は耳鼻咽喉科であるが、アレルギー増加に伴い、大抵の医師は一定レベルの知識を有している。よって内科などでも充分な治療が受けられることがある。小児の場合は、慣れているという点で小児科の方が良いことがある。同様に妊婦および授乳婦の場合は、産婦人科の方が融通がきくことがある。
ただし、症状がひどい場合は、その部位の専門医に相談するほうがよい。すなわち鼻や喉の症状であれば耳鼻咽喉科、目の症状であれば眼科、皮膚症状がひどい場合は皮膚科が適する。これらの診療科とともに、アレルギー科の標榜がなされていると、なおよいといえる（一般にアレルギー科単独で標榜していることは少ない）。ただし、アレルギー科を標榜している医療機関に必ずしもアレルギー専門医がいるとは限らない。アレルギー専門医を調べるには、日本アレルギー学会や日本アレルギー協会に問い合わせるとよい。アレルギー学会のサイトにて調べることもできる。

### 治療の分類
治療は目的や方法によっていくつかに分けることができる。

#### 対症療法と根治療法
一般に花粉症の各症状を抑えることが目的のものは対症療法と呼び、花粉症そのものの治癒を目指すものは根治療法と呼ぶ。医療機関における各種の薬剤治療（薬物療法）は対症療法であり、確実な根治療法は開発されていない。唯一、減感作療法が根治療法にもっとも近いものといえる。

#### 投与期における分類
症状が出る前から予防的に薬を服用するなどのことを初期治療（療法）または予防、季節前投与と呼び、症状が出てからも比較的コントロールできている状態に維持すること保存的治療または維持療法などと呼ぶことがある。いったん症状がひどくなってしまった場合、その症状を押さえ込む治療を導入療法と呼ぶこともある。医療者側からみた分類といえる。初期治療を受け、花粉が飛散する前から薬の内服などをすると症状が出にくく、出ても軽くすむことは実証されている。スギ花粉症のシーズン前には、飛散開始時期の予測が出されるので、それを目安に2週間程度前に受診し、適切な薬の処方を受けて使用をはじめるとよい。症状がひどくなると炎症を抑えるのが難しくなる傾向があるので、予防ができなかった場合でも、できるだけ軽いうちに受診したほうがよい。

#### メディカルケアとセルフケア
薬の処方を受けるなど医療機関における治療（メディカルケア）とは別に、患者自身が生活上さまざまなことに気をつけると発症を遅らせることができたり、軽く抑えることができる。こうした患者自身ができる対策をセルフケアと呼ぶ。多くはアレルゲンの回避と除去が目的であり、考え方によってはもっとも重要な治療といえる。薬局・薬店において市販薬（大衆薬）を購入して使用するのはセルフメディケーションというメディカルケアであり、かつセルフケアでもあるといえよう。

### 薬物療法（対症療法）

#### 抗アレルギー薬

##### 定義
薬剤の分類や呼び方は少々の混乱が生じている。専門家における呼称と一般に広く用いられる呼称も異なったまま慣用されている。
花粉症はアレルギーであるため、その治療に用いられるものは抗アレルギー薬といえる。それらは薬理作用により以下のように大別できる（広義ではステロイド薬をも含めて抗アレルギー薬と考えることもある）。
1. 肥満細胞からのケミカルメディエーター（化学伝達物質）の遊離を抑えるもの（ケミカルメディエーター遊離抑制薬。肥満細胞安定薬とも）
2. 遊離された後のケミカルメディエーターの作用を阻害するもの（抗ケミカルメディエーター薬：抗ヒスタミン薬、抗プロスタグランジン・抗トロンボキサン薬、抗ロイコトリエン薬など。受容体拮抗薬とも）

専門的には、1. の遊離抑制作用のみを抗アレルギー作用と呼ぶ。よって、1. の遊離抑制作用のある薬のことを抗アレルギー薬と呼ぶ。これは、初のケミカルメディエーター遊離抑制薬であるクロモグリグ酸ナトリウムのことを、ヨーロッパの一部において抗アレルギー薬（ anti-allergic drug ）と呼んだことに由来している。
しかし、遊離抑制作用を持つものを抗アレルギー薬と呼ぶと定義すると問題が生じることがある。抗ヒスタミン薬の中には、抗ヒスタミン作用の効果だけでなく、ケミカルメディエーター遊離抑制薬およびケミカルメディエーター遊離抑制作用を持つもの（これを第二世代抗ヒスタミン薬と言う。）があり、第二世代抗ヒスタミン薬も抗アレルギー薬に含まれるという分類になる。患者向けとして広く一般に用いられている呼称はこれが多く、第二世代抗ヒスタミン薬は抗アレルギー薬として普及してしまっている。一方、ケミカルメディエーター遊離抑制作用のない第一世代抗ヒスタミン薬は、単に抗ヒスタミン薬と呼ばれることが多い。
こうした薬剤の分類や呼び分けは、医師・研究者や治療する疾病の分野によってやや異なることがある。一般向けに出版されている書籍での説明や、インターネット上の花粉症・アレルギーの説明を行う各種サイトによっても、微妙に異なる場合がある。たとえば、第二世代抗ヒスタミン薬をさらに細分化し、第三世代とのカテゴリーを設ける医師・研究者もいる。
過去にケミカルメディエーター遊離抑制薬（抗アレルギー薬）のことを体質改善薬ということがあったが、抗ヒスタミン薬とは作用機序が異なる事実においてそのように呼ばれただけであり、いわゆるアレルギー体質は改善されない。アレルギーの発症を予防する効果もない。便宜的に患者に対してそう説明されることがある。

##### 薬物の特徴
- 古い第一世代抗ヒスタミン薬は抗コリン作用が現れやすく、実用上では口が渇いたり眠気などの副作用が強い。一方、新しいタイプの第二世代抗ヒスタミン薬は、そうした副作用などが現れにくい。
- 上述のように第二世代抗ヒスタミン薬は、ケミカルメディエーター遊離抑制作用（抗アレルギー作用）がある。

第一、第二を含めて「症状を抑える」という対症的な治療効果であり、根治薬ではない。

##### 薬物作用

###### 抗ヒスタミン作用（効果）
肥満細胞から遊離したヒスタミンが、神経や組織にある受容体に結合するよりも前に、その受容体に結合してしまう作用である。すなわち、鍵穴に鍵が差し込まれる前に、鍵穴をふさいでしまう作用といってよい（ただし、現在では受容体の活性を落とす作用がその主要な効果であると考えられている）。一般にきわめて即効性がある。

###### ケミカルメディエーター遊離抑制作用
ヒスタミンなどのケミカルメディエーターが肥満細胞から出てこないようにする作用である。こちらは、一般に数日以上たたないと充分な効果が出てこない。そのため、この作用を期待するには、予防的に発症前から薬を用いるとよい（これは発症後に用いても無駄ということではない）。

##### 治療の実際

###### 抗ヒスタミン薬（第一世代抗ヒスタミン薬）の投与
飲んで数十分で強い効果が出てくる第一世代抗ヒスタミン薬は、病院で処方されることもあるが、薬局・薬店で購入できる総合鼻炎薬の主剤となっている。こうした鼻炎薬には、効果を増強するため交感神経興奮剤（塩酸プソイドエフェドリン、塩酸フェニレフリンなど）や抗コリン剤（ベラドンナ総アルカロイド、ダツラエキスなど）といった薬が配合されているが、皮膚のかゆみなどの飲み薬には、ほとんど第一世代抗ヒスタミン薬だけというものもある。
第一世代抗ヒスタミン薬は一般に下記の第二世代抗ヒスタミン薬よりも眠気などの副作用が強く出やすいため、特に乗り物の運転や機械操作などには要注意である。同じ成分は風邪薬にも含まれているため、鼻炎薬の持ち合わせがないときなど、緊急避難的に風邪薬を服用して症状を抑えることも可能である。また、第一世代抗ヒスタミン薬はアレルギー学会や製薬会社により、別名「鈍脳」と呼ばれるインペアード・パフォーマンス、認知機能を低下する作用のキャンペーンがなされ、これらの副作用が少ない第二世代抗ヒスタミン薬の使用が推奨されている。
- 第一世代抗ヒスタミン薬（内服） - マレイン酸クロルフェニラミン、d-マレイン酸クロルフェニラミン、塩酸ジフェンヒドラミン、マレイン酸カルビノキサミン（シベロン）、フマル酸クレマスチンなど

###### 抗アレルギー薬（第二世代抗ヒスタミン薬）の投与
数日から2週間程度服用して充分な効果が出てくる第二世代抗ヒスタミン薬（これを抗アレルギー薬と呼ぶことが多い）やケミカルメディエーター遊離抑制薬については、医師の処方箋が必要であり、メキタジンを除き日本では市販されていない（2007年現在、メキタジンに続いて塩酸アゼラスチン、フマル酸ケトチフェンがスイッチOTC内服薬として市販されるようになっている。後者は点鼻薬としても市販されている）。多くの第二世代抗ヒスタミン薬は、ケミカルメディエーター遊離抑制作用などを併せ持っており、鼻詰まりにも効果的な抗ロイコトリエン作用があるものもある。現在、花粉症に対して病院で処方される内服薬の多くは第二世代抗ヒスタミン薬である。予防薬として処方されるものも、これが多い。
第二世代は第一世代より眠気や口の渇きなどの副作用が少なくなっているが、副作用の出方は人により大きく異なる。なお、第一世代、第二世代という分類は欧米でおこったというが、第二世代抗ヒスタミン薬が市販されている日本国外であっても、少なくとも一般薬店レベルでは通じないといわれる。鼻炎やアレルギー、かゆみの治療に用いられるものは全て抗ヒスタミン（アンチヒスタミン）薬と呼ばれているためである。
- 第二世代抗ヒスタミン薬（内服） - メキタジン、塩酸アゼラスチン、フマル酸ケトチフェン、オキサトミド、フマル酸エメダスチン、塩酸エピナスチン、エバスチン、塩酸セチリジン、ベシル酸ベポタスチン、塩酸フェキソフェナジン、塩酸オロパタジン、ロラタジンなど
- 第二世代抗ヒスタミン薬（点鼻・点眼） - 塩酸レボカバスチン

その他のケミカルメディエーター遊離抑制薬の投与
ケミカルメディエーター遊離抑制薬は点鼻薬・点眼薬として処方されることもある（数は少ないながら市販薬にもある）。
- ケミカルメディエーター遊離抑制薬（内服） - トラニラスト、ペミロラストカリウムなど
- ケミカルメディエーター遊離抑制薬（点鼻・点眼） - クロモグリク酸ナトリウムなど

#### ステロイド薬

##### 概要
ステロイド薬は、遊離抑制作用や受容体拮抗作用などといった限られた作用ではなく、アレルギーのメカニズムのほとんどを抑制する。抗炎症作用も強く、多くはこの作用を期待して用いられる。しかし、強力にアレルギーを抑えるということは、免疫そのものも減弱させるということでもあり、不必要な長期投与など不適切な使用によって他の感染症を招いたり、体内のホルモンバランスが崩れることにより重い副作用や後遺症が現れることもある。その他の副作用も多く知られている。

##### 治療の実際

###### ステロイドの投与
花粉症においては主に重症例に対する抗炎症作用を期待して用いられる。抗ヒスタミン薬の内服などでは充分な効果がない場合、副作用の心配があるので短期間または頓服として内服が行われる。症状を抑える効果が高いこともあり、漫然と処方を続ける医師も存在するが、副作用だけでなくステロイド離脱困難に陥ることがある。特に小児に長期投与を行うと成長障害など重大な副作用が起こり得る。
第一世代抗ヒスタミン薬ほどの即効性はなく、充分な効果が出るまで1日程度かかる。基本的に短期であれば問題となる副作用はないが、第一世代抗ヒスタミン薬との合剤では、その抗ヒスタミン薬の副作用である眠気を感じることが多い。
点鼻薬のステロイドの場合は、局所に作用したのち体内ですばやく分解されるものもあり、副作用の心配も少ないため、重症の鼻炎がある場合には積極的に用いられる（医師により、重症でない場合も積極的に用いる場合がある）。特に遅発相による鼻詰まりに効果的とされる。鼻血が出やすくなる副作用を感じる患者もいる。
目の症状がひどい場合もステロイドの点眼薬が出されることがあるが、副作用に注意して慎重に使う必要がある。眼圧などの検査ができる眼科専門医に処方してもらうことが望ましい。
- ステロイド剤（内服） - ベタメタゾン・マレイン酸クロルフェニラミン配合剤、プレドニゾロンなど
- ステロイド剤（点鼻） - デキサメタゾンシペシル酸エステル、プロピオン酸ベクロメタゾン、プロピオン酸フルチカゾンなど
- ステロイド剤（点眼） - フルオロメトロンなど

###### ステロイドの注射
スポーツ選手が行っていたり、口コミで話が広がっている治療であり、徐放性ステロイド療法という。1回の「注射」で治ると噂になっている治療だが、統計によれば1回だけの注射で満足な効果を得られる例はそう多くはない。鼻アレルギーの診療ガイドラインにおいても、望ましくない治療とされている。内服と同様、全身のアレルギー（免疫）や炎症を抑える方法であるが、デポ剤という、油に薬剤を溶かした徐放性のものが用いられるため、筋肉内にとどまった注射液から数週間にわたって薬剤が放出され続ける点が異なる。報告されている副作用も多く、のちのちの体調に影響する後遺症の心配もある（骨粗しょう症など）。
なにをやってもかんばしくなかったという患者の最終手段に近い治療法、または事情があってどうしても薬の内服などができない場合の治療法であり、もしも副作用が出ても体から薬を抜く方法がないというリスクを考え、インフォームドコンセントを確実に行い、注射前後の検査を怠らぬよう慎重に実施すべきである。もちろん根治療法ではない。
ステロイドであることを隠して注射をする医師がいたり、患者もなんの疑問も持たずに気軽に注射を受けているなど、なにかと問題の多い治療法といえる。本来は保険適用の治療法であるが、自由診療（保険外診療）として高額な治療費を請求する医師もいる。注射した部位がへこむなどの副作用で訴訟になった例もあるといわれる。注射の副作用だと気づかなかったり、医師から示談を提示されるなどのため、表に出てこない事故も多いと考えられている。相談や苦情をいう第三者機関が事実上存在しないため、事故があっても患者は泣き寝入りをするしかないことも多いとみられる。
- ステロイド剤（デポ注射） - トリアムシノロンアセトニド（ケナコルトAなど）、酢酸メチルプレドニゾロン（デポ・メドロールなど）など
- （備考）デポステロイド筋注による副作用の例 - 満月様顔貌3.9%、副腎皮質機能低下0.1%、皮膚・皮膚付属器障害3.9%、月経異常ほか3.9%、適用部位障害（萎縮ほか）1.4%
- ステロイド剤の筋肉注射について（外部リンク）も参照。

#### Th2活性阻害薬
IPD（アイピーディー）というTh2活性阻害薬（内服薬）が、症状に応じて使用されることがある。IPDは、アトピー性皮膚炎や気管支喘息でも使われる薬剤である。花粉症では、Th2細胞活性の亢進・サイトカインの中のIL－4・IL－5（アレルギー症状を誘発するもの）の産生の増加がみられることがあるが、この薬剤はTh2細胞の活性を低下させIL-4・IL-5の産生を抑制する作用があり効果があるとされる。ただし、即効性はなく、効果が現れるのに数週間ほどの時間がかかるという特徴がある。

#### 自律神経作用薬
鼻詰まりが強い場合、いわゆる血管収縮剤（α交感神経刺激薬）と呼ばれる薬剤の点鼻薬が処方されることがあるが、連用すると効果が弱まるだけではなく、かえって鼻詰まりがひどくなり、依存（離脱困難）になることもある。そうした副作用が出やすいため、短期間に限って処方されることが多い。鼻詰まりがひどい患者がステロイド点鼻を行うとき、薬剤が鼻腔内に入っていきやすいように、あらかじめ鼻粘膜を収縮させるために用いる場合がある。この種の薬剤は市販のほとんどの点鼻薬に含まれており、即効性と高い効果があるため、説明書の注意書きを守らずに乱用してしまいがちである。花粉症に使われる市販薬でいちばん問題になるのが、この点鼻薬の副作用である。幼児の場合、まれに重い副作用が出ることもあるので使用を避けるべきである（原則的に5歳以下には用いない）。
血管収縮剤は充血を取ると称する市販の点眼薬にも多く含まれており、やはり連用するとかえって充血がひどくなることがある。
副交感神経遮断薬である抗コリン薬はエアゾール剤の関係で製造を中止している。
- 血管収縮剤（点鼻） - 硝酸ナファゾリン、塩酸トラマゾリンなど

#### 薬物療法の注意点
病気によっては禁忌となっている薬もあるので、持病のある人はたとえ気軽に買える市販薬であっても、その使用については医師・薬剤師に相談すべきである。他に薬剤を常用している人や、乳幼児、小児、妊婦、授乳婦も同様である。なんらかの副作用を感じたら、早めに医師・薬剤師に相談すべきである。
作用と副作用とのバランスを考え、効果が不充分なものであったり、眠気などの副作用があまりに日常生活に支障があるようであれば、違う薬および治療法に変更してもらうよう医師に相談することも大切である。

### 減感作療法
花粉症の確実な根治療法はまだ確立されておらず、アレルゲン免疫療法（減感作療法）がもっとも根治療法に近い。広く免疫療法とも呼ばれ、広義では変調療法ともいわれる。一般的には下記の抗原特異的アレルゲン免疫療法を指す。WHOの見解書では、アレルゲン免疫療法が花粉症の自然経過を変える唯一の根本的治療法として記述されている。花粉症の症状の治癒と予防に関しては、臨床上の観察において、アレルゲン免疫療法以外の治療では治癒や予防は期待できず、花粉やダニの免疫療法の必要性を説く医師もいる。
20世紀初頭よりトキソイド研究から派生した抗原特異的アレルゲン免疫療法は大別すると皮下投与による減感作療法と経口投与による舌下減感作療法とに大別される。
アレルゲン免疫療法は薬物療法とは異なり、治療終了後もアレルギー防止効果が持続する点が特徴である（患者によっては数年 - 十数年後に同一または異なる花粉に再感作する可能性はある）。一方、現在承認されている治療方法では毎週 - 月1回程度の通院治療が必要であり、完全な効果を得るには数年程度継続する必要がある。舌下減感作療法は在宅治療が期待されるが日本においてはアレルゲンワクチン錠は未承認である。
花粉症のアレルゲン免疫療法は花粉シーズン前から開始すると有効性が高い。
2007年時点では米国では数十種類の標準化アレルゲンワクチンが上市されているのに対して、日本においては標準化スギアレルゲンが上市されているに過ぎない。日本においても標準化アレルゲンワクチンの多様化を期待する意見がある。
直接アレルゲンをアレルゲンワクチンとする抗原特異的アレルゲン免疫療法以外にも、限定的ではあるが非特異的アレルゲン免疫療法も存在している。
減感作療法において、日本で使用されている皮膚テスト用のアレルゲンは12種類しかない。それに比べて公益財産法人日本アレルギー協会を通して入手可能な米国政府承認の皮膚テスト用アレルゲンは64種類ある。皮膚テスト用アレルゲンと治療用アレルゲンワクチンをともに多様化することで、日本のアレルギー診療の質が向上可能だと指摘する医師もいる。

#### 舌下減感作療法
ハンドスプレー式の容器に薄めた花粉エキスを入れ一日一回口の中にスプレーする治療法。最初の2週間は専用のスプレーで少しずつ量を増やしていき、3週間目から専用のボトルで一定の量を服用し続ける。難点は治療期間が3年以上と長い事。全ての患者に有効ではなく、何らかの改善が見られるのは70%に留まっている。2014年10月より保険適用となる。「舌下免疫療法」とも呼ばれている。

### その他の治療

#### レーザー手術
鼻内部のアレルギー症状をおこす部分の粘膜にレーザー光線を照射して焼灼し、その部位を変質させることで鼻水・鼻づまりを抑える治療法。原則的には鼻詰まりの治療法である。保険が利くが、美容整形クリニックなどで自由診療（保険外診療）として行っている場合がある。レーザー照射をしてから数日は、傷（やけどのようなもの）のために花粉症以上の鼻水が出て苦しむこともある。一般的にはシーズンの1 - 2か月前に予防的に行う。効果の程度は個人差があり、有効でない場合もある（医師の技術にもよる）。
効果の持続は整形手術などとは違い、短ければ数か月、長くて2年程度のことが多い。そのため毎年行う患者もいるが、そうした繰り返しの処置による不可逆的な組織の変化、すなわち後遺症については、歴史が浅いこともあって明らかな知見はない。安全だという医師もいれば、毎年はやらないという方針の医師もいる。
細かくみれば、レーザー光線の種類や術式の違いもある。いうまでもなく鼻の処置であるため、目の症状には効果はない。

#### 鼻粘膜超音波メス手術
鼻粘膜に対する超音波メスを用いた手術は、アレルギー反応の主座である下鼻甲介の容積を縮小したり、粘膜表面を改変したりすることを目的としている。これにより、アレルゲンに反応する鼻粘膜の表面積を減少させることで、アレルゲンに対する鼻の過敏反応を鈍化させることが期待される。鼻閉に対して顕著な症状改善効果をもたらし、数年間の効果持続が期待できるという報告もある。ただし、永続的な治療法ではなく、個々の効果には差がある。治療成績や後遺症については、レーザー同様、確立した知見はない。

#### 遺伝子組み換え米療法
スギ花粉症緩和米を1日1食2か月間食べ制御性T細胞を増やす食事療法。2015年4月現在50人が治験を受けている。2016年11月から約1年間、1日5グラムの割合で通常の米に混ぜて食べてもらい効果を確かめる臨床研究が予定されている。

#### 漢方薬による治療
漢方薬による治療も行われる。従来の漢方専門薬局のみならず、総合病院や開業医でも扱うことが増えてきており、漢方科を設置するケースも見受けられる。漢方薬の中でも小青竜湯は花粉症の対処療法として用いられており、有効性に関する研究が行われている。
小青竜湯を、61の病院で通年性鼻アレルギー患者220名を対象に、顆粒剤3gを1日3回、2週間投与すると、プラセボ群の18.1%に対し、治療群では44.6%の症状の改善が認められた。この二重盲検試験では有意差があった（p<0.001）ため、有効性があると考えられている。くしゃみ発作、鼻汁、鼻閉の各症状スコアにおいても、小青竜湯群で有意な改善が認められている。また、この試験では副作用が認められたが、対照群と有意差は認められなかった。
その他、花粉症によく用いられる漢方薬には以下のものがあげられる。
- 頓服の対症薬として：小青竜湯、葛根湯、葛根湯加川芎辛夷、柴朴湯、小柴胡湯、荊芥連翹湯、麻黄附子細辛湯など
- 対症薬を飲む前に、あるいは同時服用による、基礎体質強化として：補中益気湯、六君子湯、人参湯、帰脾湯など

これらの漢方薬の使用には副作用があるため、服用に当たっては熟達した漢方薬剤師か、漢方処方経験に厚い西洋医師に運用を依存するべきである。例えば、カンゾウによる偽性アルドステロン症（低カリウム症状が出る）や、ジオウとダイオウなどでの下痢、柴胡処方による血流や体温の低下に伴う、衰弱の進行した重病患者の合併症増発などが代表的である。虚弱体質の人が小柴胡湯を飲んで冬の山に行くと、消炎作用が強いため凍えて動けなくなってしまう恐れすらある。この場合はせめて柴胡桂枝湯などに処方を変えなくてはいけない。

#### ハーブによる緩和
アレルギー性疾患に対するハーブの使用は、多くの場合、伝統的な知識と植物薬理学的特性に基づいて行われてきた。
伝統的に使用されてきたハーブには、以下のようなのがあげられる。
- エルダーフラワー: フラボノイドを多く含有し、伝統的に抗アレルギー作用、抗カタル作用（粘膜浄化作用）、利尿作用、発汗作用があるとされている。
- ジャーマン・カモミール: リラックス効果や消化器系の調整作用で知られている。含有する精油成分カマズレンに抗アレルギー作用と消炎作用が、α-ビサボロールに鎮静作用があるとされている。ただし、キク科アレルギーやブタクサ花粉症の患者には使用すべきではない 。
- ネトル: 抗アレルギー作用を持つハーブとして認識され、ヒスタミンの過剰な働きを抑制する効果が期待されている。
- ペパーミント: ミントポリフェノールを多く含み、アレルギー反応の抑制と粘膜改善に効果があるとされている。
- 甜茶: 伝統的にアレルギー症状に用いられている。

ハーブの中でも、ネトルについてはアレルギー反応に対する研究が行われている。米国で実施されたアレルギー性鼻炎患者69名（平均年齢34.7歳）を対象とした二重盲検ランダム化プラセボ対照試験（RCT）が実施されている。この研究では、ネトル地上部の凍結乾燥エキス300mgを含有するカプセルを症状出現時に摂取させたところ、アレルギー性鼻炎の症状を緩和した可能性があると報告されている。研究デザインとして不十分であり、現段階では決定的な有効性を示すものではないが、効能を調べた研究例である。
甜茶についての研究も行われている。動物実験（ラット腹腔内肥満細胞）において、甜茶抽出物がヒスタミン遊離を濃度依存的に抑制したことが示されており、抗炎症・抗アレルギー作用のメカニズムが示唆されている。また、人に対するアンケート調査において、甜茶の服用により対照群と比較して鼻症状の有意な改善が報告されている。しかし。この人に対する研究では二重盲県試験ではないため、現段階では決定的な有効性を示すものではない。

#### その他の処置・治療
通気性の改善のため、鼻中隔湾曲など鼻の器質的な異常に対する手術も行われる。最近では入院が前提となる後鼻神経切断術と同時におこなうことにより、半永久的根治治療を行うことが可能である。
鼻水がひどい難治例にはビディアン神経切除術なども行われる。
麻酔科からのアプローチとして、首にある星状神経節のブロックという方法も行われる。治療成績は明らかでない。
目の涙管に抗アレルギー薬を注入するという治療法も一部の眼科で行われている。これは保険適用外。
その他、その医師の独自の考え方により特殊な治療法が実施されることもある。治療成績はもちろん、安全性についても明らかでないものがある。

### 代替医療・民間療法
代替医療・民間療法には、食品や飲料の摂取などのほか、さまざまなグッズ類を使用したり、鍼灸などの伝統医療や整体、医師によらない漢方治療、エネルギー療法などがある。
- エネルギー療法 - 近年花粉症の改善・治癒に向けてエネルギー療法、なかでもEFT（Emotional Freedom Techniques、感情解放テクニック）が使用され、潜在意識における「花粉に対する嫌悪感、恐れ」の感情に着目し、それを解放することによって結果として「花粉に平気になり」、免疫システムの過剰反応が軽減、または消失し、花粉症の不快症状が改善、治癒するという効果が認められている。薬を用いない自然療法として妊婦などにも望まれるが、まだ十分な症例に乏しく更に検証が必要な分野である。
- 乳酸菌類 - 衛生仮説とも関わりがあり、臨床試験やメカニズムの解明が進められている。
- 地方の特産品 - 消費推進のため、その健康効果を実証する試みも多く行われているようである。
- ポリフェノール（4,000 - 5,000種類あるという） - 植物生薬の一部において、植物の苦味・渋み成分が広義の抗アレルギー効果を示すという。
- ビタミンの一種 - 植物生薬成分中に含まれ、症状の軽減に有効とされたこともある。

これらの成分とビタミン・ミネラル等を配合したサプリメント類や清涼飲料水など、いわゆる健康食品類も多く出ている。
2007年2月、スギ花粉（スギのつぼみ）をカプセルにつめた健康食品にて、服用した患者が一時意識不明になるという事故がおきた。厚生労働省は、「残念ながら民間医療の多くに十分な効果の根拠があるとは言えません」「安全性が危惧される民間医療も指摘されています」としている。

### セルフケア

#### 抗原の回避と除去
花粉症の症状はアレルゲンと接触したときにのみ現れるので、花粉との接触を断つことがもっとも効果的な対策である。アレルギーの原因にさかのぼって対処するため、原因療法といわれることもある。症状が出てから対策を行うのではなく、症状が出る前から予防的にケアを開始するとより有効である。すなわち自分で行う初期治療である。
アレルゲンとの接触を続けていれば抗体値も上がり、症状もひどくなる。すなわち、薬剤治療により症状を抑えているからといって、なんの対策もしなくてよいということにはならない。患者にとっては、こうしたセルフケアはもっとも基本的なことといえる。
外出時にマスクやゴーグルを着用
マスクは隙間を作らないことが肝要で、スギ花粉症のシーズン特有の乾燥や低温から鼻粘膜を保護することにもなり、シーズン前から（発症前から）の着用が推奨される。
日本では、花粉を光触媒で分解するとする機能性マスクも販売されていたが、2019年10月現在、効果や表示方法について消費者庁と大正製薬の間で見解の相違がある。
ゴーグルは、いわゆるだてメガネでも有効であることが実験によって示されている。
外出時間や窓を開けての掃除をする時間等を考慮
地域により花粉飛散量が多い時間なども異なる。一般に夜間 - 早朝が少ないといわれるが、当てはまらないこともある。晴れて気温が高く、湿度の低い風のある日が花粉が多い。雨の日であれば飛散量は少ないかゼロである。ただし、原因は不明であるが、必ずしも雨のほうが楽だという患者ばかりではない。雨の日の翌日に晴れると、2日分の花粉が飛散するといわれるので注意が必要である。
室内に花粉を持ち込まない
花粉の付着しにくい上着を着用したり、帰宅時に玄関の外で花粉を落としてから入室するなどの対策も有効である。換気などのために窓を開けることはもちろん、洗濯物や布団などを屋外に干すことも避けるべきである。干す場合は取り込むときによくはたく、ブラシではらう、または掃除機で吸い取ることが推奨されている。同居の家族にも協力してもらったほうがよい。
掃除
どうしても花粉は屋内に侵入してくるので、床の花粉を舞い上げないよう、掃除機ではなく濡れぞうきんによる拭き掃除が推奨されている。
空気清浄機や、清浄機能のあるエアコン
室内に浮遊している花粉を除去する。空気清浄機は風量の豊富なものを選択し、花粉が落下する前に吸い取ることを考えるべきであり、装置の自動運転を過信しないことが大事である。
加湿器
浮遊している花粉を湿らせて重くし、落下を早めるために有効とされる。湿度を高めることは鼻や喉の粘膜のためにもよい。ただし湿度を上げすぎるとダニやカビの問題が出てくる。一般に湿度50%程度が適当といわれる。加湿器がない場合、ぬれたタオルなどを室内干しするのも効果がある。
転地療養
スギに関していえば、沖縄諸島や奄美群島、小笠原諸島、札幌以北の北海道では花粉の飛散量が少ないため、花粉症の症状が現れない。こうしたところにと旅行するのもよい。ただし、旅行中に症状が出なくとも、シーズン全体を通しての症状にどれだけ好影響があるかは不明である。スギは日本および中国の一部にしかないのでこの時期の日本国外への旅行もよい。ただし、ヒノキ科の針葉樹は日本国外にもあり、それが花粉を飛ばしている地域では、スギ花粉症患者でも症状が起こる可能性がある。
原因植物自体を排除
自宅の庭に生えたキク科やイネ科の植物などがアレルゲンになっている場合には有効。河川敷や公園などの植物が原因と考えられる場合は、管理者である自治体などに相談するとよい。

#### その他の対処法
- 自律神経のバランスのくずれはアレルギー症状を悪化させることがあるため、不規則な生活リズムや、睡眠不足、過労や精神的ストレスを避けることは症状軽減に有効な場合がある。高タンパク・高脂肪の、いわゆる西洋風の食生活との関連も指摘されており、食事内容の見直しも有効な場合がある（和食がよいともいわれる）。
- 飲酒は血管を広げて鼻水を増やすため避けたほうがよい[30]。
- 鼻洗浄（鼻うがい）、目の洗浄。ただし、いずれも頻回に行うとよくないといわれる。洗浄する際は生理食塩水を33度程度に温め用いるのがよいとされる。水道水での洗浄は避けたほうがよい（特に鼻洗浄は粘膜上の繊毛が障害されるので禁忌である）。
- 温かいスチームを吸入する治療法（局所温熱療法）。効果は医学的にも確かめられているが、100%有効であるわけでもなく、その効果も弱い（スコアで1段階の症状の軽減程度）。ただし薬剤を使わないため、妊娠・授乳期の女性には第一選択となる。スチームの温度は43度程度が適するといわれているが、38度でも効果があるという実験がある。1日数回の吸引を繰り返すとよい。器具がない場合、蒸しタオルなどを顔にあてて湯気を吸入するとよい。
- 目のかゆみに、冷やしたタオルなどをあてる（局所冷罨法）。目の症状が出やすい人はドライアイの人に多いともいわれるので、その対策にも気を使うとよい。原則的にコンタクトレンズは使用禁止である。使う場合はレンズの洗浄を確実に行うか、1日使い捨てタイプの使用が推奨されている。
- 前述のアレルギー日記等を記録して、自分にとってなにが悪化要因だったのかをつきとめることも有用。薬剤の効果を確かめることにもなり、医師の協力が得られれば、それを治療計画に役立てることもできる。
- 粘膜（主に鼻腔）の保護と強化に努めることも肝要である。ワセリン（スキンケアクリーム等）を眼や鼻腔内に充分塗り、ビタミンやコラーゲン、ヨーグルトや水分をたっぷり摂るのも効果的である。アルコール類やにんにくなどは、鼻腔や眼の炎症を悪化させてしまう。症状がひどい時は、充分に暖かくし、湿度も保たれた（40～60%）部屋で安静にしているべきである。タオル等を顔に掛け粘膜を保護することもできる。

## 歴史

### 世界史
近代医学的な記録で最古のものは、1565年（一説には1533年）のイタリアの医師 Leonardo Botallus によるものとされる。「バラ熱（Rose cold または Rose fever）」と呼ばれる症状で、記録によれば、その患者はバラの花の香りをかぐとくしゃみやかゆみ、頭痛などの症状をおこすという。原則的にバラは花粉を飛散させないため、花粉症であるとは言い難いが、現在でも Rose fever は「晩春から初夏の鼻炎」様の意味で Hay fever 同様に用いられることがある。
花粉症であることが確かな最初の臨床記録は、1819年にイギリスの John Bostock が、春・秋の鼻症状、喘息、流涙など、牧草の干し草と接触することで発症すると考えられていた Hay fever と呼ばれる夏風邪様症状について報告したものである。彼自身も長年にわたって症状に苦しめられたというが、有効な治療法は発見できなかったという。彼は最初これを夏季カタルと呼んだ。発熱（fever）は主要な症状ではないので、粘膜の炎症を示すカタルの方が適切ではあった。この報告の後しばらくの間、この症状は「Bostockのカタル」と呼ばれたと言われる。1831年には同じくイギリスの J.Elliotson により、証明はなされなかったが花粉が原因であろうとの推定がなされた。そして1872年、北アメリカでブタクサが Hay fever の原因であるという報告がなされた。ブタクサは Hay ではないが、その当時すでに Hay fever という名称は定着していたと考えられる。
その後、イギリスの Charles H. Blackley によって、Hay fever は気温の変化あるいは花粉が発する刺激性のにおいや毒素などが原因とする考えが、実験的に否定された。彼は空中花粉の測定、鼻誘発試験や皮膚試験など、現在でも通用する試験を行ってイネ科花粉症を実証し、遅発相反応にさえ言及した著書『枯草熱あるいは枯草喘息の病因の実験的研究』を1873年に著した。これにより Hay fever は Pollinosis、もしくはGrass pollen（花粉症）と呼ばれることが一般化した（pollen は花粉のこと）。これらのことから、自らも花粉症であった Blackley は花粉症の父と呼ばれている。しかし、アレルギーという概念が成立するには20世紀になるまで待たなければいけなかったため、この段階では花粉に過敏に反応する人とそうでない人がいるということしかわからなかった。

### 日本史
1935年と1939年には空中花粉の測定が行われ、空中花粉数は少なくないが花粉症の原因となる花粉はきわめて少ないと報告された。戦後、進駐軍の軍医により調査がなされ、気候風土などの関係により、日本でのブタクサおよびイネ科の花粉はアレルゲンとして重要ではないと結論した報告が1948年になされた。これらにより、日本における花粉症の研究および患者の発見・報告等が遅れたという指摘がある。
1960年代に次々と報告されたブタクサ、カモガヤ、スギ、ヨモギなどによるものが日本における花粉症の始まりである。しかし、その正確な出現時期はわかっていない。なお、日本初の花粉症の報告は、1960年の荒木によるブタクサ花粉症であり、次いで1964年の杉田・降矢によるカモガヤ花粉症、堀口・斎藤によるスギ花粉症、1965年の寺尾・信太によるイネ科花粉症、佐藤によるイタリアンライグラス（ネズミムギ）花粉症、1967年の我妻によるヨモギ花粉症などの順である。
スギ花粉症の発見者である斎藤洋三（当時は東京医科歯科大学所属）は、1963年に鼻や目にアレルギー症状を呈する患者を多く診察したのが花粉症に気付くきっかけとなったというが、過去の記録を調べ、毎年同時期に患者が急増することを確認している。また、1989年に65歳以上の耳鼻咽喉科医師に対してアンケートを行った結果、初めてスギ花粉症と思われる患者に接したのは1945年以前であるとの回答が4.7%あったなど、総合的にみてスギ花粉症の「発見」以前に患者に接していた医師は回答者の4分の1に達したとの調査がある。さらに、高齢の患者を調べたところ、戦前の1940年以前に発症したとみられる患者もいた。
1960年後半時点でも、依然として花粉症の知名度は低かった。1969年11月の朝日新聞では豊島病院医長の発言を引用する形で「日本では花粉アレルギーはまれとされてきたが、最近は患者が増えている。アレルギー鼻炎といわれる人の1-2割は花粉でブタクサ、クサモドキなどによるものが多い」との記事が掲載された。この時点ではスギはまったく問題視されていない。
1970年代中頃からスギ花粉症患者が急増した。特に関東地方共通のできごととして1976年に第1回目の大飛散があり、その後1979年、1982年にもスギ花粉の大量飛散と患者の大量発症があり、全国的ではないにしろ、ほぼこの時期に社会問題として認知されるに至った。「花粉症」という言葉が報道等で一般的に用いられるようになったのもこれ以降である。原則的に自然治癒は期待できないため、毎年のように患者数は累積し、現在では花粉症といえばスギ花粉症を指すと思われるほどになっている。花粉症のおよそ80%はスギ花粉症と言われ、新たな国民病とも呼ばれる。

## 疫学

### 疫学的原因
環境が清潔すぎると、アレルギー疾患が増えるという衛生仮説は非常に話題となっていたが、2002年、ドイツを中心とする医科学チームの研究により乳幼児期におけるエンドトキシンの曝露量が、以後の花粉症やぜんそくの発症に密接に関係していることが明らかにされた。これは、乳幼児期の環境が清潔すぎると、アレルギー疾患の罹患率が高くなるという衛生仮説を裏付ける重要な報告である。
また、これらの研究を取り上げたドキュメンタリー番組「病の起源 (NHKスペシャル) 第6集 アレルギー ～2億年目の免疫異変～」が2008年11月23日（日）午後9時 - 9時49分にNHK総合テレビで放送された。

### 患者数
厚生労働省の調査によれば、平成22年時点で日本国民の約30%が花粉症であると言われる。
1994年の花粉症を含めたアレルギー性鼻炎の調査では、その患者はおよそ1800 - 2300万人と推定された。
2005年末から2006年にかけて行われた首都圏8都県市によるアンケートでは、花粉症と診断されている人が21%、自覚症状からそう、あくまでも参考値ではあるが思うという人が19%、すなわち花粉症患者は40%という数値が出されている。また、ロート製薬によるアンケートでは、16歳未満の3割が花粉症と考えられるという。
その他、病院への受診者の推移などから、1970年代に患者数は3 - 4倍に増加したとの報告がある。

### 地域差
スギがない、または少ない沖縄県、奄美群島、北海道（主に道央以北、以東）、長崎県的山大島（あづちおおしま）、小笠原諸島などに花粉を避けるための短 - 中期の旅行に出かける患者が増えているという（俗に花粉疎開と呼ばれる）。旅行会社がそうしたツアーを売り出すことも行われており、観光資源の一つとして誘致に名乗りをあげる地域もある。患者が移住した例も報道された。医学的にみれば転地療養といえる。地域別花粉情報（外部リンク）も参照。

### 男女差
一般に性差に関する疫学的調査の件数は少なくはっきりとはわかっていないが、少なくとも性差は見られないとする文献が複数存在する。花粉症患者の多くは花粉症だけでなくダニやハウスダスト等を抗原とする通年性アレルギー性鼻炎を患う患者も多い。通年性アレルギー性鼻炎については男性の発症が多いとされる報告があるため、花粉症についても一部に男性に多く発症するような表現が見られるが、疫学調査の対象患者には花粉症患者であるとともに通年性アレルギー鼻炎患者も対象に含まれている影響を受けている可能性が高く、見かけ上男性が多く見える場合でも花粉症のみの結果として容易に結論付けられないとの指摘がある。

### 年齢差
年齢が高い人よりも低い人の方が、症状が重い人は多いと言われている。また花粉症の人を対象とした調査から、花粉症の発症年齢が低いほど症状が重くなる傾向が明らかになっている。

### 自然治癒率
自然治癒率についての確立した知見はないが、概ね1 - 2割と言われる（治癒とは、臨床的に3シーズン連続して症状を呈さない状況を言う）。

## 世界の花粉症
すでに述べたように、ヨーロッパではイネ科の植物、アメリカではブタクサが多い。日本のスギ花粉症を含めて、世界の3大花粉症ともいわれる。
アメリカ合衆国における有病率は5 - 10%程度といわれる。ブタクサがほとんどともいわれるが、国土が広大なため、地域によってさまざまな種類の樹木・草本が問題になっているようである。北欧と同じく寒冷な地域であるカナダではカバノキ科の花粉症が多く、6人に1人という数字もある。
アジア太平洋地域では、文献的にはトルコやオーストラリアなどが40%以上という異常に高率の有病率を示しているが、この数字には疑問が残る。実際には10 - 20%と推測される。
世界的にみて、先進工業国ではおおむねアレルギーが増えており、花粉症も全人口の1 - 2割というところではないかとみられている。
いずれも、英語圏でなくとも、あるいは Hay（干し草）が原因ではなくとも、Hay fever の病名が慣用されることがある。さらに、アレルギー性鼻炎全般を Hay fever と代名詞的に総称することすらあるようであり、一般向けの病気についての解説等は、日本の感覚では疑問を持たざるを得ないことがある。
現在（特にヨーロッパ方面では）は、牧草や芝生、雑草などを手入れ時期に患者が増加する傾向があるため、草 (Grass) を用いて、Grass fever と呼ぶ場合も多くなってきている。
こうした日本国外の花粉症については、プロスポーツ選手の日本国外進出などにともなって、ニュースとしてよく目にするようになってきている。

### 日本国外への旅行時の注意
日本国内であればマスクや薬の入手は容易であるが、日本国外ではそうとは限らない。特に欧米では工事現場や病院等の特定の職場で働く人間、もしくはよほどの重病でない限りマスクをする習慣がないため、奇異な目で見られるということもある。街角でポケットティッシュを配るなどのことも行われてはいない。
その反面、日本では処方薬となっている第二世代抗ヒスタミン薬が、国によっては一般の薬店で買えるなどのこともある。しかし、それが自分の体質に合っているとも限らない。特にヨーロッパでは、当地の伝統医療であるホメオパシーのレメディを勧められることもあるという。
これらのことにより、花粉症患者が事情がよくわからない国へ訪れる場合は、シーズンを問わず、念のために自分に適した薬とマスク程度は持参したほうがよいといえる。一般に花粉症はきわめてまれと考えられている、いわゆる南洋の島などに観光旅行に行ったさいにも、原因不明の花粉症様の症状に苦しめられたとの情報もある。
特に病院で抗アレルギー薬の処方を受けている患者が、シーズン中に短期（1週間前後）の旅行を行う場合は、その効果を減弱させないためにも、旅行中も薬の服用を欠かさないほうがよい。やや長めの旅行であれば一時中断してもよいが、帰国時が花粉症シーズンであるならば、その数日前から予防的に薬を服用しておくとよい。これは初期治療と同じ原理である。
ただし、国によって使用が許可されている薬と禁止されている薬は当然違っているため、渡航先の国がその薬の所持を許可しているかどうかを出来るだけ事前に確認しておく事が望ましい。日本では普通に処方されていても当該の国や州では違法、と言う扱いになっていた場合、よくて税関での没収、最悪の場合勾留や逮捕、強制送還をされてしまう恐れがある。

## ペットの花粉症
近年ではペットの花粉症も問題となっている。イヌの花粉症は1998年に、ネコの花粉症は2000年に初めて報告されたとされるが、ヒトの場合と同様、それ以前から存在したと推測される。特にイヌにおいては、ヒトのような鼻症状より毛が抜けるなどの皮膚症状が多く見られ、見た目にも悲惨な状態となることが多いといわれる。
獣医師により検査や治療は可能だが、イヌにおいてはヒトと違って抗ヒスタミン薬が効きにくく、ステロイドに頼らざるを得ないことが多い。重症の場合は減感作治療が行われることがある。ネコにおいては検査も治療も困難であるといわれる。
近年はこうしたペット向けのサプリメント類も販売されるようになってきている。

## 経済損失
花粉症により、労働生産性が低下する他、外出を控えることによる個人消費の低下、医療費などの経済損失も生じる。
使われる医療費は、1994年の推計では年間1200 - 1500億円とされた。1998年の調査では、有病率10%とした場合の年間医療費が2860億円
、労働損失が年間650億円と推定された。
日本では1980年代には1割にも満たなかった有病率は2016年には約5割に達した。経済損失は更に増加し、2016年時点で労働生産性の低下による損失は一人あたり19万1783円、日本全体で年間5兆円を超える。
なお、第一生命経済研究所の試算によれば、患者が花粉症対策に用いる費用（俗に花粉症特需といわれる）は639億円に上るが、シーズン中の外出などを控えるために、1 - 3月の個人消費が7549億円減少するという（ただし、これはスギ花粉の大飛散があった2005年の場合である）。
2021年の時点で、花粉対策グッズ・食品・家電、薬品など花粉症マーケットは1兆円を超える産業になっている。

## 将来展望
2005年、文部科学省の第8回技術予測調査によれば、日本において重要な課題の第2位が「花粉症やアトピーなどのアレルギーを引き起こす免疫制御機構や環境要因の解明に基づく、即時型アレルギーの完全なコントロール技術」であり、これが実現する時期は2015年、さらにそれが社会的に適用されるのは2027年であると予測された。
日本国政府も「花粉症は、いまだ多くの国民を悩ませ続けている社会問題」と認識しており、2023年10月に岸田文雄政権は「花粉症対策初期集中対応パッケージ」を取りまとめた。「発生源対策」「飛散対策」「発症・曝露対策」の3本柱のうち、早期に実施する対応策などを具体化させている。
- 「発生源対策」については「スギ人工林の伐採・植替え等の加速化」として、2023年度中に重点的に伐採・植替え等を実施する区域を設定することに加え、「スギ材需要の拡大」「花粉の少ない苗木の生産拡大」「林業の生産性向上及び労働力の確保」をはかる。
- 「飛散対策」については、「スギ花粉飛散量の予測」をしやすいよう、「秋に実施するスギ雄花花芽調査において民間事業者へ提供する情報を詳細化するとともに、12月第4週に調査結果を公表する」「飛散が本格化する3月上旬には、スーパーコンピューターやAIを活用した花粉飛散予測に特化した詳細な三次元の気象情報を提供するため、クラウドなどを整備する」、飛散防止対策として「森林現場におけるスギ花粉の飛散防止剤の実証試験・環境影響調査を実施」する。
- 「発症・曝露対策」については、「花粉症の治療」を促進するため、厚生労働省による「診療ガイドラインを改訂」するほか、「舌下免疫療法治療薬について、まずは2025年からの倍増（25万人分→50万人分）に向け、原料の確保や増産体制の構築等の取組を推進」、「花粉症対策製品」の普及に向け「花粉対策に資する商品に関する認証制度」や「スギ花粉米の実用化」の普及促進を図る、曝露対策として「花粉症予防行動」について関係各所とともに周知を推進する。

としている。

## 研究事例
- 抗IgE抗体療法
  - ステロイド薬と抗ヒスタミン薬の併用（標準治療）に抗IgE抗体を追加することにより標準治療より有意に症状が改善する[52]。

- 食物アレルギーの合併
  - 花粉症患者が食物アレルギーを合併することがあり、それは口腔アレルギー症候群 (OAS) と呼ばれる[53]。OASに対処するには、口腔違和感を覚えたら食物を摂取しないことである[53]。
  - カバノキ科花粉症により交差反応性から花粉-食物アレルギー症候群 (PFAS) としてセリ科のスパイスアレルギーを発症した1例がある[54]。
  - 北海道のシラカバ花粉症のうち20%にリンゴ果肉過敏症が合併しており、他のアレルギーや他の花粉症に比べて高率であった[55][注釈 15]。

- 経皮ワクチン投与法
  - 皮膚浸透性を高めたT細胞エピトープペプチド製剤による経皮ワクチン投与が注射治療より効果的なペプチド免疫治療のキャリアとなる可能性が示された[57]。

- 食物・物質の摂取による症状の軽減
  - 「雲南紅豆杉」が好塩基球ならびに好酸球からのヒスタミン放出などを有意に抑制し、ヒスタミンの血中半減期が30分程度であることから、主にヒスタミンによる症状の早期緩和が示唆された[58]。
  - 4G-β-D-Galactosylsucrose（ラクトスクロース、LS）を1日1回18週間摂取させたLS群ではプラセボ群と比較して花粉症の症状である鼻かみ、鼻閉および眼のかゆみなどが有意に軽減した[59]。
  - 和歌山県北山村産柑橘類ジャバラ果汁を単回摂取の180分後に花粉症の自覚症状の改善が認められた[60]。
  - シソおよび甜茶配合エキスを含有する食品の予防的摂取がスギ花粉症の発症の抑制または症状の軽減に有用であることが示された[61]。
  - 乳酸菌Leuconostoc mesenteroides（英語版） RIEを含む食品をスギ花粉飛散開始約3週間前より摂取することで、用量依存的な花粉症症状緩和効果が得られる可能性が示唆された[62]。

- 花粉、黄砂、PM2.5の同時飛来
  - 花粉、黄砂、PM2.5が同時飛来した場合、花粉症については症状の軽減が図れるが、黄砂、PM2.5の気道症状は治療法が確立していないため、花粉、黄砂、PM2.5との接触回避が重要となる[63]。

- 花粉症対策の議論内容
  - 日本の国会における花粉症対策の議論は森林・林業関係の内容が多く、今後も議論の中心になると推測される[64]。
  - 全国の都道府県議会の花粉症に関する発言も森林・林業対策に係る発言が最多で、特に花粉症対策苗木に係る発言が最多であった[65]。

- 着香したマスクの効果
  - 着香した衛生マスクは無香のマスクに比べて装着直後に花粉症による鼻の不快感を強く低減したが、その後はいずれのマスクも不快感の低減が飽和状態となった[66]。

- 花粉症の原因植物
  - スギ・ヒノキ属花粉症の長引く人の約半数がブナ科花粉症の可能性がある[67]。

- 花粉症患者のQOL
  - スギ花粉症患者では国民標準値と比べると精神面でのQOLが有意に低下した[68]。男女別では女性のほうが精神面、身体面共にQOLが障害され、年齢別では加齢に伴い特に身体面でのQOLが低下した[68]。

- 舌下免疫療法の研究
  - スギ花粉症舌下免疫療法の治療期間は中等度飛散年では1 - 2年で十分よくなるが、大飛散年では3年以上行うのがよく、特に4年目の成績がよかったので長期治療がよいと考えられる[69]。
  - スギ花粉症に対する舌下免疫療法は治療効果を自覚するためには少なくとも2シーズンの治療継続が望ましい可能性が示唆された[70]。
  - スギ花粉症の舌下免疫療法はヒノキ花粉症に対して効果的な例と効果不十分の例がある[71]。

- 花粉の飛散数
  - 1996年から2017年の間に大分大学研究棟においてスギ花粉、ヒノキ花粉ともに総飛散数に有意な増加傾向が認められた[72]。またスギ花粉、ヒノキ花粉の総飛散数に有意な相関が認められた[72]。

- 労働生産性の低下
  - 花粉症症状により労働生産性が3/4程度に低下していると感じる人が最多であり、75.6%が何らかの労働生産性の低下を感じている[73]。
  - 花粉症患者の全般労働障害率（生産性のロス）は約33%である[74]。

- 花粉の飛散時期
  - 一般にスギ花粉飛散は空中花粉調査では2月から3月にかけて観察されるが、肉眼的な調査では1月上旬から観察され、敏感なスギ花粉症患者は1月上旬から症状が誘発される可能性がある[75]。

- 有病率の研究
  - 花粉症の有病率の地域差において、相関が高かったのは花粉の飛散期間で次いで花粉数、湿度（高いほど有病率は低い）の順であった[76]。
  - 農村的地域、都市の郊外において有病率が低い、北海道は他の地域より有病率が低い、世帯の所得水準が高いほど花粉症のリスクが高くなるといった結果が示された[77]。

- 薬物療法の研究
  - ロイコトリエン受容体拮抗薬 プランルカストはスギ花粉症に対する初期療法薬として、鼻症状全般に効果があり、特に夜間の鼻閉を改善し、QOLの改善が期待できる[78]。

- 花粉症と喘息
  - 眼鼻症状主体の花粉症と喘息主体の花粉喘息の相違点は「花粉喘息の発症年令は花粉症より若く、花粉症が20-30代の単峰を示すのに対して、花粉喘息は5歳以下と20代の2峰性の分布を示す」「花粉喘息は花粉症を繰り返して生ずるより初めから喘息として発症することが多い」「花粉喘息のアセチルコリン感受性は明らかに高い」「花粉症の発作季節は原因花粉飛散季節と一致するが、喘息ではしばしば春秋型をとり、必ずしも花粉季節と一致しない」「花粉症も花粉喘息も主因外花粉に対する皮内反応はほぼ同様の傾向を示すが、花粉以外のハウスダストや真菌類に対しては花粉喘息は明らかに高い陽性率を示す」「花粉喘息のPK価は皮内反応の閾値との関係において花粉症のそれより低い」の6つが見いだされた[79]。

## 文化における花粉症
- イギリスの劇作家ノエル・カワード（ Noel Coward 1899 - 1973）の戯曲に「Hay Fever」（1925年初演）がある。日本では「花粉熱」と題されて1996年や2003年に上演されたことがある。
- ポーランドのSF作家スタニスワフ・レムの作品に「枯草熱」（原題は"Kater" 1976年）がある。
- Sunflower's Gardanのアルバムに「ひまわり花粉症」（2004年発売）がある。
- 沢田亜矢子のシングルレコードに「花粉症」（1982年発売）がある。
- チャーリー浜のシングルCDに「私は涙の花粉症」がある。
- 必殺仕事人IIIに「スギの花粉症に苦しんだのは主水」（第30話）がある。
- アマチュア歌手「奥様レコード」の楽曲に「花粉症」がある。
- 2010年公開のイタリアのロマンティック・コメディに「Hayfever（英語版）」がある。
- 香音のシングルに「花粉デビルをやっつけろ!」がある。